# Oxicam
Gli oxicam sono una famiglia di farmaci antinfiammatori non steroidei. La maggior parte dei farmaci appartenenti a questa classe è un inibitore non selettivo delle COX, eccenzion fatta per il meloxicam che ha una leggera preferenza, circa 10:1, per la COX-2. Tale selettività è clinicamente significativa solo a bassi dosaggi.
Appartengono a questa classe di farmaci, tra gli altri:
- Piroxicam
- Tenoxicam
- Droxicam
- Lornoxicam
- Meloxicam

## Chimica
In contrasto con la maggior parte degli altri FANS, gli oxicam non sono chimicamente degli acidi carbossilici, sebbene siano acidi per la presenza di gruppi vinilici analoghi al gruppo carbossilico che presenta una tautomeria cheto-enolica qui di seguito esemplificata dal lornoxicam: